# Olho d'Água Grande
Olho d'Água Grande is een gemeente in de Braziliaanse deelstaat Alagoas. De gemeente telt 4.963 inwoners (schatting 2009).
De gemeente grenst aan Campo Grande, Porto Real do Colégio, São Brás en Traipu.